# P/2017 G1 (PANSTARRS)
P/2017 G1 (PANSTARRS) — одна з короткоперіодичних комет сім'ї Юпітера. Відкрита 1 квітня 2017 року; була 22.0m на час відкриття.